# ألفونسو كونينيونيز مولينا
ألفونسو كونينيونيز مولينا (بالإسبانية: Alfonso Quiñónez Molina) (و. 1874 – 1950 م) هو سياسي من السلفادور.